# Trevor James (Badminton)
Trevor Stephen James (* 24. Juli 1959) ist ein australischer Badmintonspieler.

## Karriere
James nahm im Jahr 1982 an den Commonwealth Games teil, wo er mit dem australischen Team Bronze gewinnen konnte. Bei derselben Veranstaltung wurde er im Mixed Vierter. Im Doppel stand er bei den CWG 1982 in der zweiten Runde.